# JR貨物UT26C形コンテナ
UT26C形コンテナ（UT26Cがたコンテナ）とは、2003年度に登場した、日本貨物鉄道（JR貨物）輸送用として籍を編入している30ft級・内容積26m3の危険品輸送向け私有コンテナ（タンクコンテナ）である。
形式の数字部位 「 26 」は、コンテナの容積を元に決定される。このコンテナ容積26㎥の算出は、厳密には端数四捨五入計算の為に、内容積25.5 - 26.4㎥の間に属するコンテナが対象となる。
また形式末尾のアルファベット一桁部位 「 C 」は、コンテナの使用用途（主たる目的）が 「 危険品の輸送 」を表す記号として付与されている。

## 番台毎の概要

### 38100番台
38101 - 38108, 38129, 38150 - 38154, ,38201- 38208
日本石油輸送所有（石油資源開発借受）、液化天然ガス (LNG) 専用。最大総重量20t（規格外）。コキ100系積載限定。
38109 - 38116,38160 - 38190
日本石油輸送所有（石油資源開発借受）、液化天然ガス専用。最大総重量20t（規格外）。コキ100系積載限定。
苫小牧駅 - 北旭川駅・新富士駅間専用。
38117 - 38124, 38135 - 38149
日本石油輸送所有、液化天然ガス専用。最大総重量20.0t（規格外）。自重9.05t。コキ100系積載限定。
富山貨物駅 - 姫路貨物駅間専用。
38155 - 38159, 38191 - 38200, 38216 - 38219
日本石油輸送所有（東北天然ガス借受）、液化天然ガス専用。最大総重量20t（規格外）。コキ100系積載限定。
新潟貨物ターミナル駅 - 東青森駅間専用。

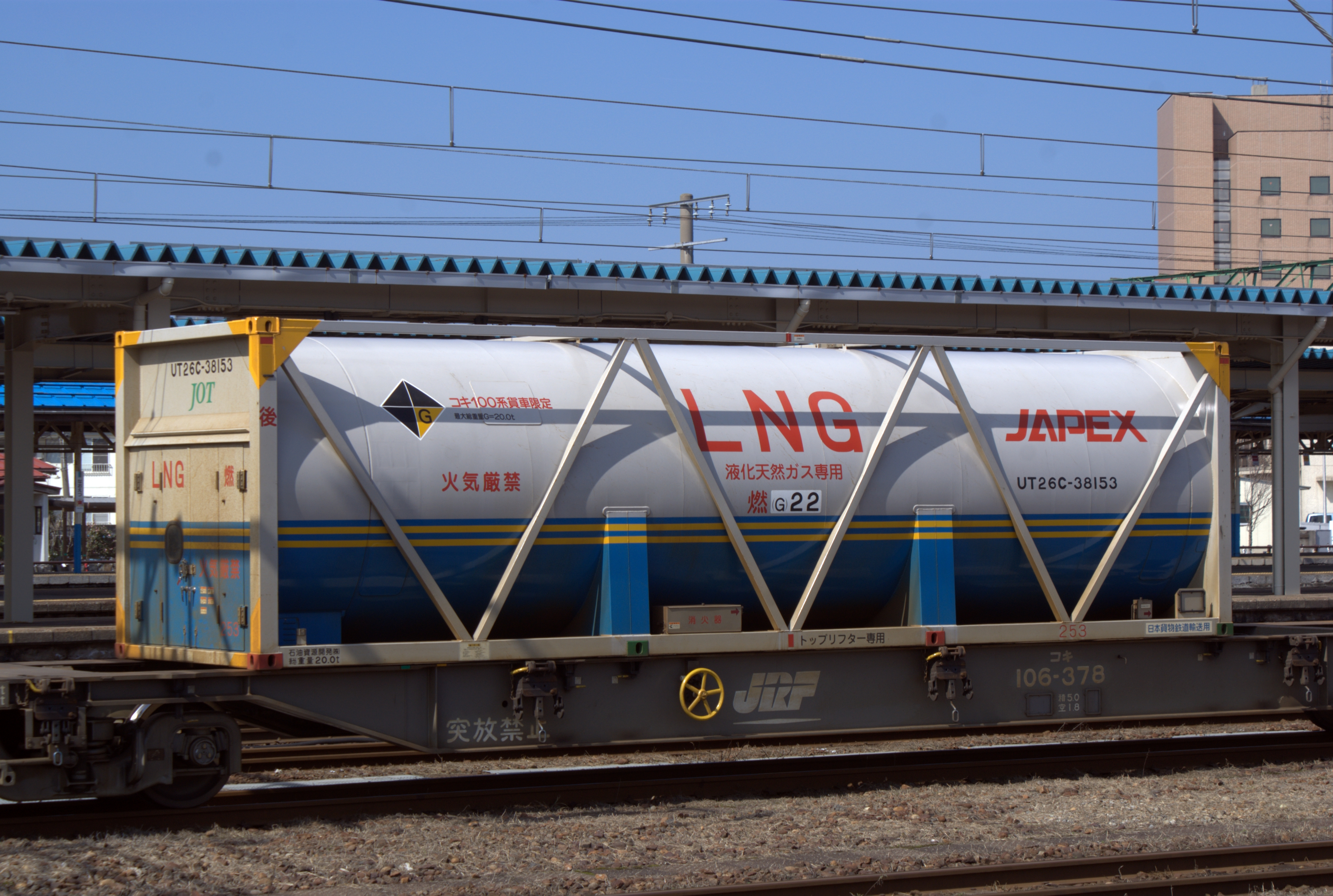
UT26C-38153 2010年3月19日撮影
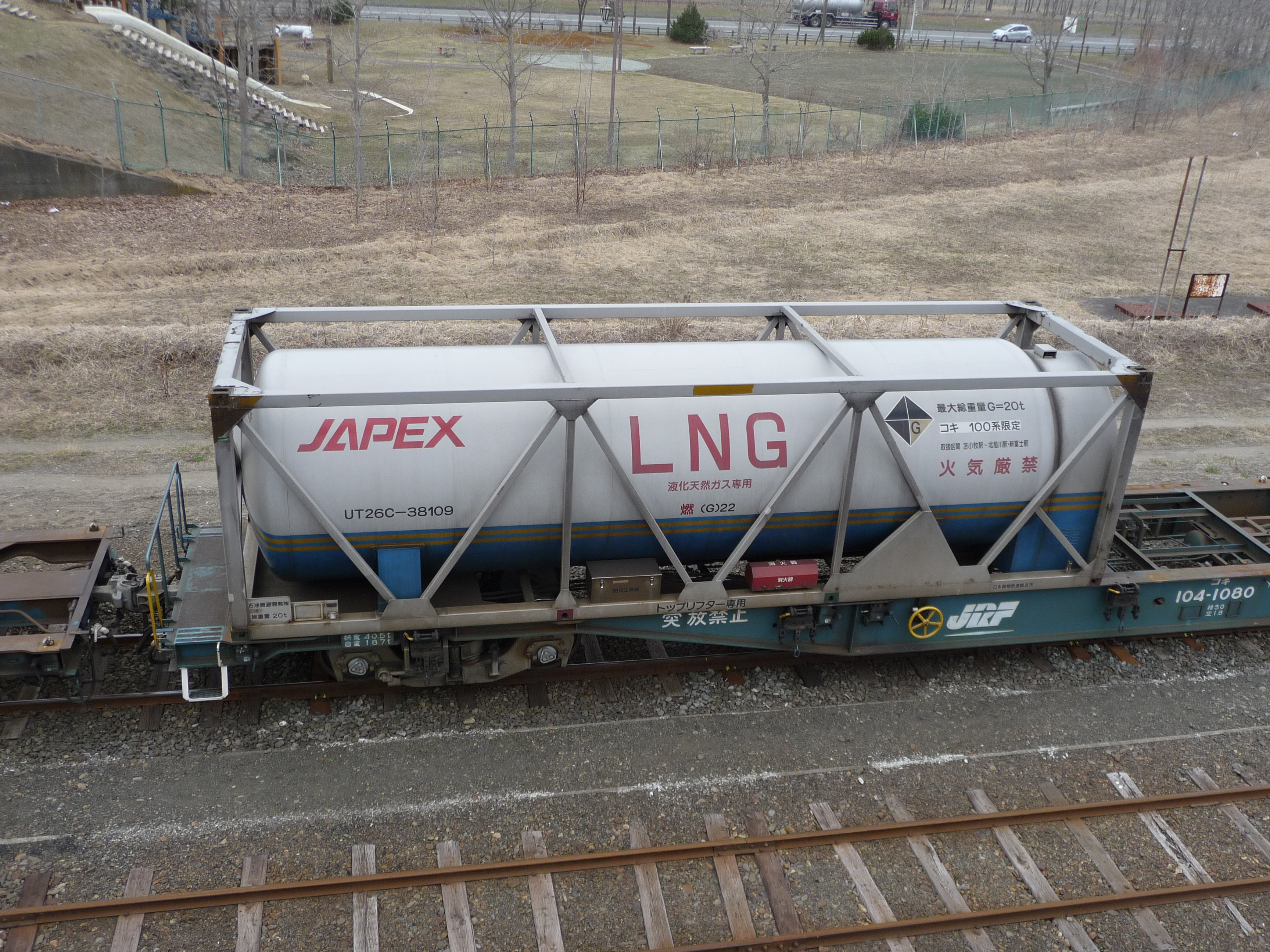
UT26C-38109 2010年4月28日撮影
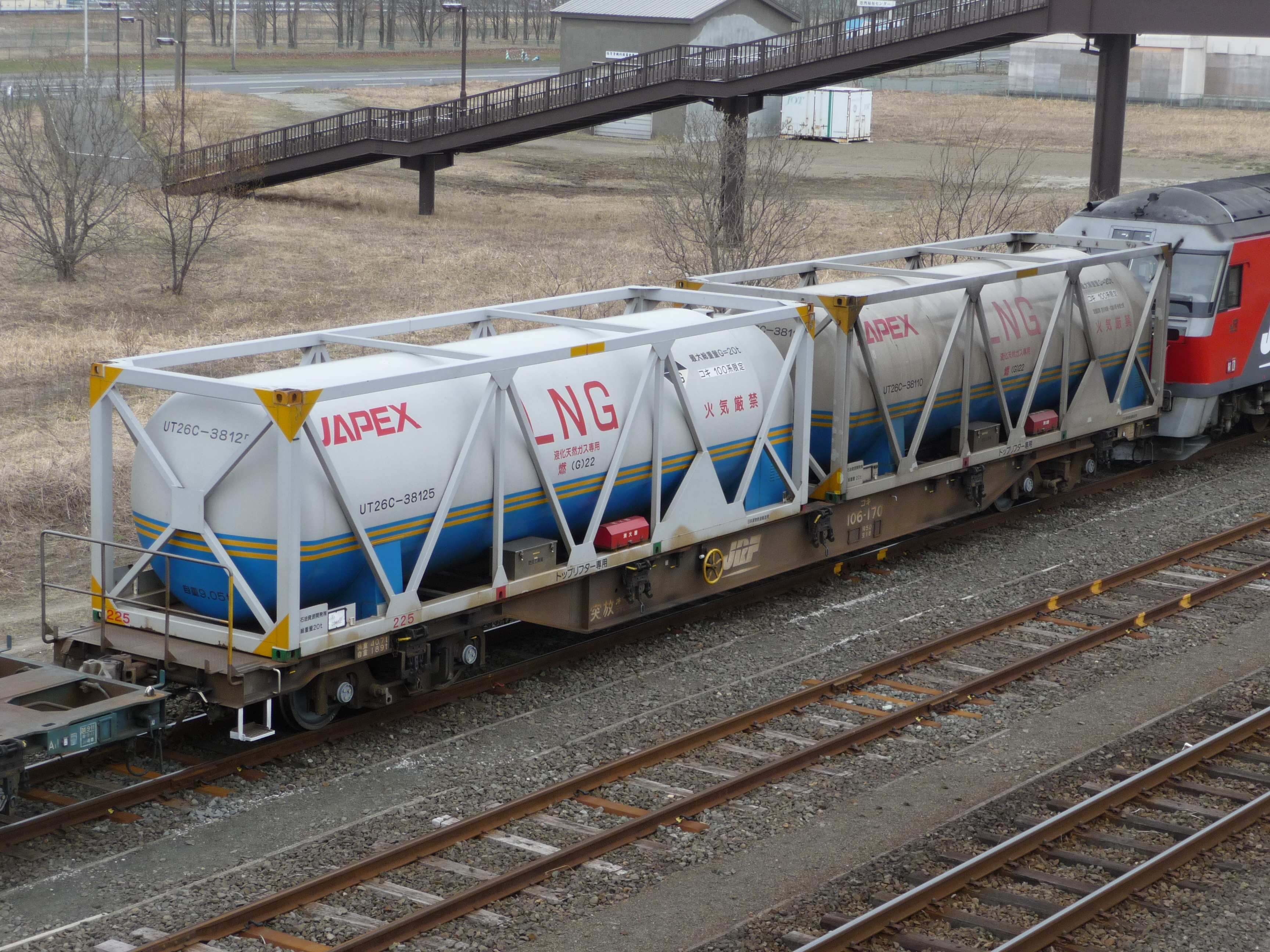
UT26C-38125（手前） UT26C-38110（奥） 2010年4月28日撮影
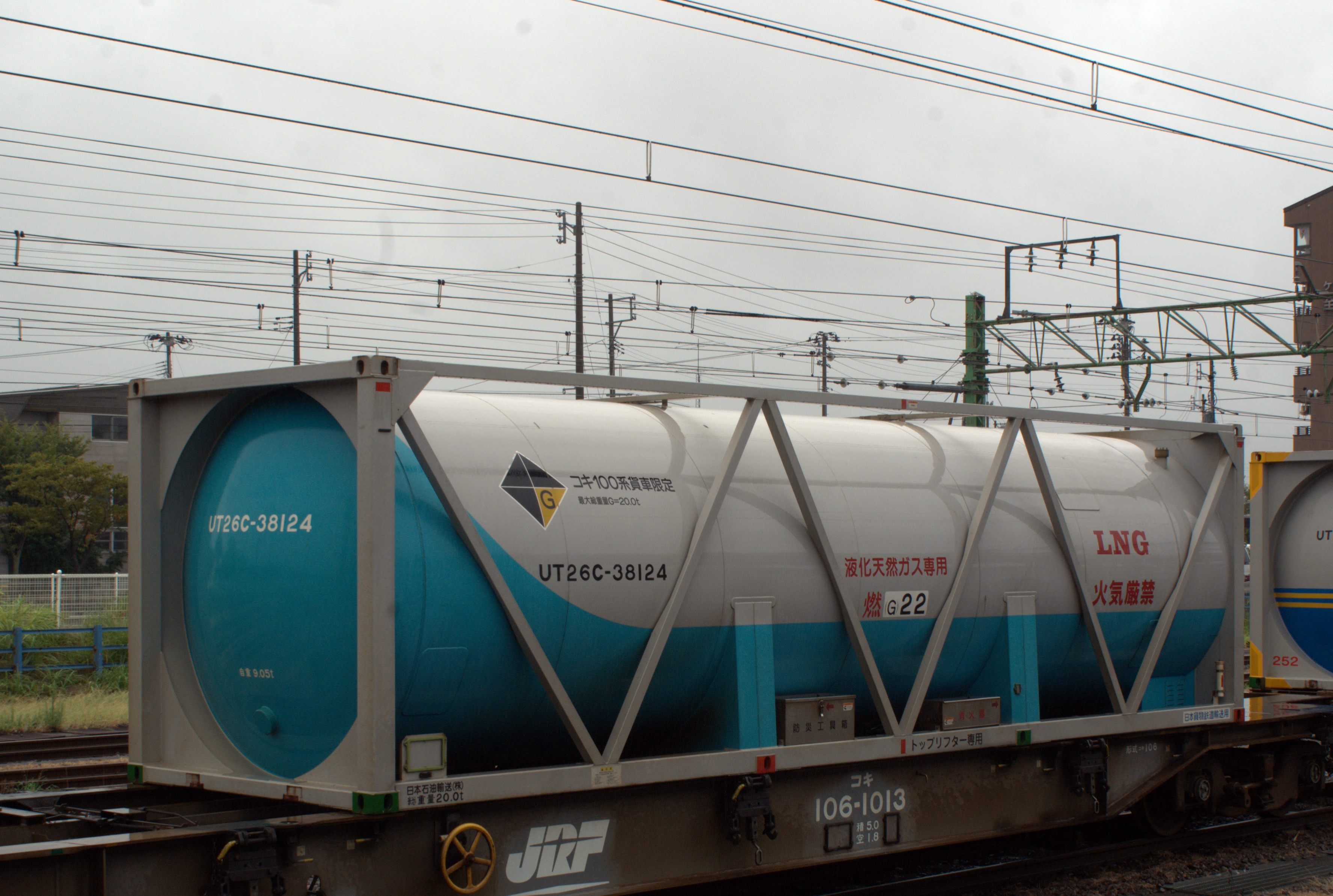
UT26C-38124 2010年9月7日撮影